# Paul Johnson
Paul Bede Johnson (2. listopadu 1928 Manchester, Spojené království – 12. ledna 2023 Londýn, Spojené království) byl britský novinář, historik (populárně naučná literatura) a autor řady populárních historických syntéz.
Své vzdělání získal na Stonyhurst College a Magdalen College v Oxfordu. Známý se Johnson stal díky své žurnalistické tvorbě v 50. letech, později editoval the New Statesman magazine. Jako plodný autor napsal víc než 40 knih a přispíval do řady periodik. Zatímco se na začátku své kariéry ztotožňoval spíš s levicí, později se stal prominentním konzervativním historikem. V roce 2006 obdržel Presidential Medal of Freedom (řád svobody) od prezidenta George W. Bushe.
Jeho syn Daniel Johnson (* 1957) je známý novinář a zakladatel časopisu Standpoint, další jeho syn Luke Johnson (* 1962) známý podnikatel a manažer.
Johnson se ve svých historických dílech věnoval širokému spektru témat od středověku až po 20. století. Řada publikací byla ze strany odborné veřejnosti kritizována kvůli uvádění zavádějících informací a zkreslování historických skutečností.
V roce 1998 bylo zveřejněno, že Johnson měl jedenáctiletý milostný vztah se spisovatelkou Glorií Stewardovou. Ta zveřejnila jejich mimomanželské dobrodružství údajně jako reakci na Johnsonovo pokrytectví, se kterým píše o morálce, náboženství a rodinných hodnotách.
Mezi jeho přátele patřil i dramatik a scenárista Tom Stoppard, který mu věnoval svoji hru Noc a den (Night and Day).
Johnson rovněž maloval akvarely, pravidelně vystavoval.